# Protocolo TALQ
El Protocolo TALQ es un estándar de interfaz para redes de dispositivos de ciudad inteligente, que permite la interoperabilidad entre el software de gestión central (CMS por sus siglas en inglés) y las redes de dispositivos exteriores (ODN por sus siglas en inglés) de diferentes fabricantes.

## Protocolo TALQ
El Protocolo TALQ para Ciudades Inteligentes (Protocolo TALQ/Especificación TALQ) es un protocolo de comunicación que permite la conexión de diversas redes de dispositivos exteriores (ODN) con un software de gestión central (CMS). El protocolo está definido con la OpenAPI Specification, sigue el estilo de arquitectura software  RESTful con datos JSON, y está construido sobre TCP/IP y HTTPS.
Originalmente era un protocolo para alumbrado público inteligente, pero más tarde fue ampliado para incluir otras aplicaciones de ciudades inteligentes. El protocolo es reconocido como un estándar global para ciudades inteligentes y el Internet de las cosas y su autoridad ha sido reconocida a nivel internacional.

### Historia
TALQ fue creado en 2012 para abordar y resolver problemas dentro de los sistemas de iluminación exterior, unificando los lenguajes utilizados entre los dispositivos físicos (por ejemplo: poste de luz, controlador de luminaria), y el CMS, ya que diferentes fabricantes utilizaban diferentes protocolos dentro de las redes de iluminación exterior (OLN por sus siglas en inglés).  TALQ introdujo el TALQ Bridge (más tarde denominado Gateway) que identificaba la OLN y traducía la información al CMS.
Posteriormente, en 2017, se amplió el alcance para incluir otras aplicaciones de ciudades inteligentes. En 2021, el Protocolo TALQ se publicó como un recurso público en GitHub.

### Principio de desarrollo y funcionamiento
El TALQ Gateway representa los datos de la ODN y traduce esta información en mensajes que pueden ser entendidos por el CMS. Estos mensajes se crean siguiendo el modelo de datos TALQ y son expresados en JSON.
TALQ es independiente de la tecnología de red existente dentro de la ODN, y proporciona una interfaz de red común utilizada por el Gateway y el CMS. La funcionalidad de un dispositivo físico, como un controlador de luminaria de una farola, es representeda por un conjunto de funciones con atributos y eventos asociados. Una función típica para un controlador de luminaria es LampActuator, que contiene los atributos relacionados con los comandos y eventos. El Protocolo TALQ proporciona varias funciones de este tipo. Cuando se diseña un nuevo dispositivo físico, se pueden usar estas funciones o crear nuevas (funciones de proveedor), extendiendo las previamente existentes. 
Estas funciones específicas del proveedor permiten la diferenciación entre fabricantes.

### Características
Este protocolo no solo se limita a iluminación pública, sino que puede también ser utilizado para otras aplicaciones de ciudades inteligentes, como por ejemplo  gestión de residuos urbanos, monitorización de tráfico, gestión de espacios de estacionamiento o monitorización ambiental. Las características del protocolo incluyen, entre otras, programación, control basado en sensores, configuración, monitoreo, gestión de activos, manejo de eventos, ahorro de energía, notificaciones de errores y optimización del mantenimiento.
Al fijar las bases para aplicaciones de ciudades inteligentes, como monitorización del tráfico, gestión de residuos o alumbrado público inteligente, el estándar TALQ permite a las ciudades y a los servicios públicos evitar la dependencia de proveedores, ya que pueden elegir entre varios sistemas compatibles.

## Consorcio TALQ
El Consorcio TALQ fue fundado en 2012 por las seis compañías de iluminación Philips (convertida en Signify N.V. tras el spin-off de la división de iluminación), Zumtobel, Schréder, Harvard Engineering, Streetlight Vision and Kingsun. En los años siguientes, otras compañías se unieron al consorcio, y en 2021, el consorcio alcanzó los 50 miembros.  El objetivo del Consorcio era avanzar en el mercado de iluminación exterior creando un protocolo de comunicación estandarizado para alumbrado público inteligente.
El Consorcio es responsable de la gestión y evolución del Protocolo de Ciudades Inteligentes TALQ, lo que incluye el desarrollo y difusión de las especificaciones de la interfaz, su promoción y la aprobación de su compatibilidad a través de un proceso de certificación.
En su proceso de certificación, el Consorcio evalúa el cumplimiento de los fabricantes con el estándar de la interfaz TALQ en términos de completitud y corrección, utilizando la herramienta de certificación en línea TALQ (TCT por sus siglas en inglés) para asegurar una implementación robusta. Para poder utilizar TCT y recibir certificaciones, los proveedores tienen que unirse al Consorcio. Desde 2017, los fabricantes de productos que han integrado con éxito el estándar han sido aprobados y certificados oficialmente por el Consorcio.
El consorcio es un programa miembro de la Organización de Estándares y Tecnología de la Industria IEEE (IEEE-ISTO), una organización sin ánimo de lucro para el desarrollo de estándares dentro de consorcios de la industria tecnológica, asociaciones comerciales y otras entidades similares.